# Tom Baker (acteur)
Pour les articles homonymes, voir Tom Baker et Baker.

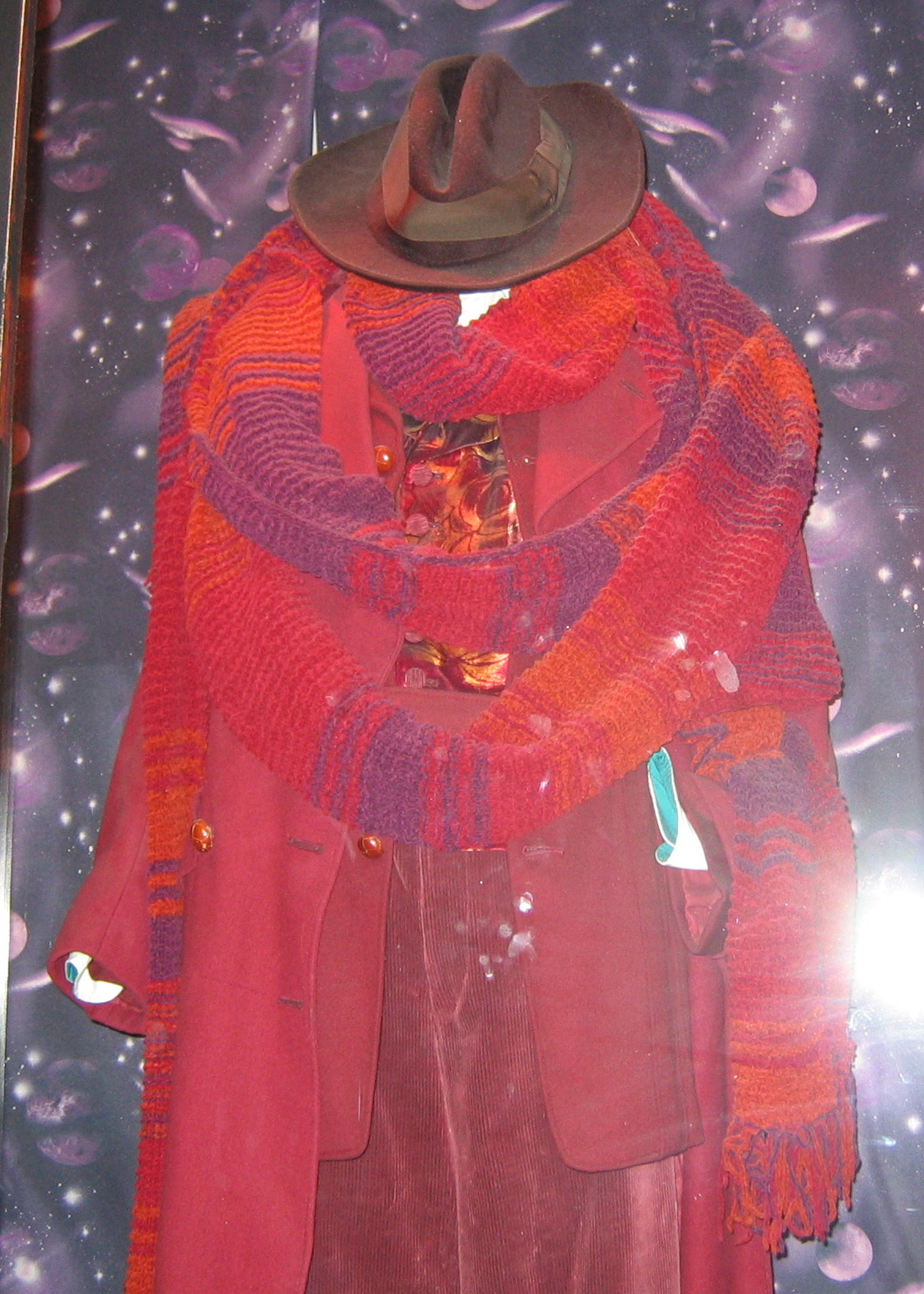
Second costume de Tom Baker dans Doctor Who lors des saisons 17 à 18 (première série)

Tom Baker (né à Liverpool le 20 janvier 1934) est un acteur britannique. Son rôle le plus célèbre est celui du Docteur, le héros de la série de science-fiction britannique Doctor Who, qu'il a interprété pendant sept ans de 1974 à 1981.

## Biographie
Thomas Stewart Baker est né à Liverpool. Il est le fils d'un marin juif qu'il n'a guère connu, John Stewart Baker, et de May Jane Fleming. Il fut élevé par sa mère dans la foi catholique. Il quitta l'école à quinze ans pour devenir novice. Il intégra alors un monastère, qu'il quitta au bout de six ans, pour effectuer son service militaire. Le corps médical de l'Armée royale, dans lequel il était alors incorporé, lui laissait un peu de loisir qu'il consacrait au théâtre. C'est de là qui lui vint un goût décidé pour la diction, et sa vocation pour le métier d'acteur.

### Débuts
À la fin des années 1960, il intégra la compagnie théâtrale de Sir Laurence Olivier, le National Theatre Company. Il fit ses débuts au cinéma en 1971, dans le rôle de Grigori Raspoutine dans Nicolas et Alexandra, pour lequel il remporta une nomination pour le Golden Globe du meilleur acteur et celui de la révélation de l'année. En 1972, il fut à l'affiche de l'adaptation de Pasolini Les Contes de Canterbury.
Il incarna en 1973 le personnage de Moore, un artiste doué de pouvoirs vaudous, dans Le Caveau de la terreur, puis celui de Koura dans le film de Ray Harryhausen, Le Voyage fantastique de Sinbad.

### Doctor Who (1974-1981,1983,1993 et 2013)
Cette dernière prestation charma Barry Letts, qui était producteur à la BBC, à qui le metteur en scène Bill Slater avait recommandé Tom Baker. Il reprit ainsi en 1974 le rôle du Docteur, succédant à Jon Pertwee, aux côtés d'Elisabeth Sladen dans le rôle de Sarah Jane Smith. Il est également accompagné du mémorable K-9 (nom complet K-9 Mark 1), chien robot capable de parler. Baker raconte lui-même qu'à l'époque, il manquait d'argent et travaillait sur un chantier lorsqu'il apprit qu'il était pris pour le rôle. Il s'appropria très rapidement son personnage, en l'agrémentant de singularités qui lui conférèrent un caractère facilement reconnaissable du public. Sa longue écharpe, en particulier, est restée célèbre, en devenant un signe distinctif du quatrième Docteur, ainsi que ses légendaires « jelly babies », friandises qu'il peut offrir à ses compagnons tout comme à ses adversaires.
De tous les Docteurs, il est celui qui reste le plus longtemps à l'antenne, cumulant sept saisons consécutives. Il est également celui que le public a le plus salué : selon le Doctor Who Magazine, Baker n'a cédé son titre de Docteur le plus populaire qu'à trois reprises : à Sylvester McCoy en 1990, et à David Tennant en 2006 et 2009.
Selon un autre sondage de la BBC, Tom Baker se place au quatrième rang des stars les plus excentriques, derrière Björk, Chris Eubank et David Icke.
Après la diffusion de ces épisodes, Tom Baker, fut un temps réticent à revenir jouer pour la série, ce qui obligea le producteur John Nathan-Turner à utiliser des enregistrements inexploités pour le faire figurer dans l'épisode spécial pour les vingt ans de la série The Five Doctors. Retrouvant de l'intérêt pour la série à la fin des années 1980, il a ainsi participé à de nombreux documentaires télévisées, émissions radiophoniques, commentaires audios de DVD autour de la série. Il participe au téléfilm réunion en 1993 Dimensions in Time et fait une courte apparition (néanmoins déconcertante) à la fin de l'épisode du 50e anniversaire de la série, The Day of the Doctor, diffusé le 23 novembre 2013.
Il a toujours regardé ses successeurs avec intérêt, et a même suggéré en 2004, malheureusement sans succès, de revenir sous les traits du Maître. Il se contenta, au reste non sans bonheur, d'interpréter des adaptations audio de certains romans et d'anciens épisodes. Entre autres, il a enregistré sous le label « Doctor Who (Classic Novels) », Doctor Who and the Giant Robot en 2007, et en 2008 : Doctor Who and the Brain of Morbius, Doctor Who and the Creature from the Pit, et Doctor Who and the Pyramids of Mars.

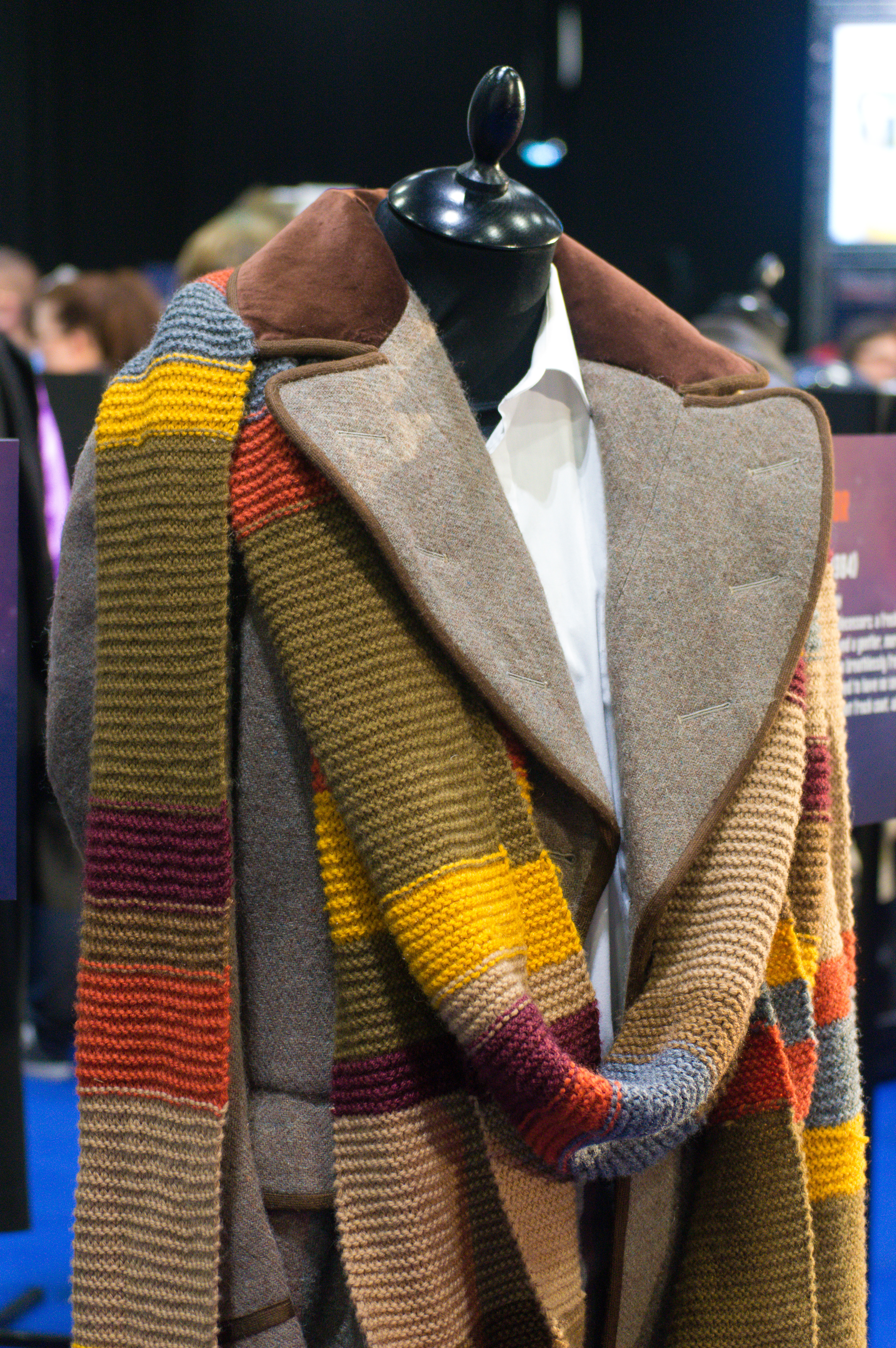
Premier costume de Tom Baker dans Doctor Who lors des saisons 12 à 17 (première série)

Lorsqu'une série fait référence à Doctor Who (Les Simpson, Futurama, etc.), c'est souvent le 4e Docteur, qu'il incarnait, qui est représenté dans son rôle du Docteur qui est considéré comme ce qui a lancé vraiment sa carrière d'acteur et également son rôle le plus connu du grand public à travers le monde jusqu'à aujourd'hui.

### Après Doctor Who
Il figura à l'affiche de Dungeons & Dragons, sorti sur les écrans en 2000, et fut auditionné à la fin des années 1990 pour tenir un rôle dans Le Seigneur des Anneaux. Il aurait lui-même décliné l'offre qu'on lui proposait, prétextant que le tournage l'eût contraint de passer plusieurs mois en Nouvelle-Zélande.
Il se distingua ensuite à de nombreuses reprises à la télévision. D'abord, à travers des mini-séries, telles que The Hound of the Baskervilles (produite par Barry Letts) en 1982 dans lequel il incarnait Sherlock Holmes lui-même, ou telles que Blackadder II, ou encore Strange, en 2004. Il participa également à des émissions de divertissement comme Have I Got News For You, dont le présentateur a déclaré que Baker avait été l'invité le plus drôle de l'histoire de l'émission. Il contribua également à l'adaptation britannique de Fort Boyard, et à The Book Tower, une émission littéraire pour enfants.
De 2001 à 2005, il est le narrateur de Little Britain, d'abord à la radio, puis à la télévision.

### Narrateur
Il a prêté sa voix distinctive à de nombreux programmes de radio, narrations de romans ou de nouvelles, disques, ou encore au cinéma et à la télévision, dans des post-synchronisations.
Il a apporté sa contribution à la société des télécommunications British Telecom, pour l'enregistrement de 11 596 phrases utilisées pour la lecture automatisée de messages textuels.
Deux hauts lieux de la culture londonienne utilisent également le concours de sa voix : au musée d'histoire naturelle de Londres dans un documentaire relatif à la théorie de la sélection naturelle de Darwin, et à la Tour de Londres, où il conte les événements macabres et sanglants de la capitale, et détaille notamment les circonstances dans lesquelles s'est déclaré le grand incendie de Londres.

### Jeux vidéo
Il apparut dans le jeu vidéo Destiny of the Doctors, sorti en 1997. Il prêta également sa voix à de nombreux autres jeux, dont Ecco the Dolphin: Defender of the Future (2000) ; Kult: Heretic Kingdoms (2004) ; Hostile Waters (2001) ; Warhammer 40,000: Fire Warrior (2003) ; Cold Winter(2005) ; MediEvil: Resurrection (2005) ; Little Britain: The Video Game (2007) ou encore Sudeki (2004).

### Écrivain
Il publia en 1997 une autobiographie, Who on Earth is Tom Baker?
Il composa également un roman dans le style d'un conte de fée, intitulé The Boy Who Kicked Pigs, agrémenté de l'apostille: 'un chef-d'œuvre grotesque'.

### Vie privée
Tom Baker épouse en premières noces Anna Wheatcroft, avec laquelle il eut deux fils, Daniel et Piers, qu'il perdit de vue à la suite de son divorce, en 1966. Mais des années plus tard, il eut l'occasion inespérée de retrouver l'un d'eux, Piers, par hasard, dans un pub en Nouvelle-Zélande.
En 1980, il épouse en secondes noces Lalla Ward, l'actrice qui jouait le rôle de son assistante, Romana à la télévision, dans la série Doctor Who. Assez tumultueuse, leur union ne dura pas longtemps et ils se séparèrent au bout de seize mois.
En 1986, il épousa Sue Jerrard, qu'il avait aussi rencontrée sur le plateau de Doctor Who. Ils habitèrent d'abord dans une vieille demeure dans le Kent, avant d'émigrer en France en 2002 dans le village de Lanta en Haute-Garonne. Ils revinrent en Grande-Bretagne en 2006, pour finalement s'installer à la campagne, dans le comté d'East Sussex.
En matière de convictions religieuses, sans être athée, Tom Baker se définit comme plutôt sceptique.
Enfin, et pour ce qui concerne ses opinions politiques, il témoigne autant de dédain pour l'un ou l'autre parti, travailliste ou conservateur. Il a ainsi déclaré en 1998 : « lorsque le parti conservateur était au pouvoir, je ne saurais vous dire à quel point je le détestais, mais je mesure aujourd'hui à quel point je suis léger dans mes opinions, maintenant que je déteste au moins autant le parti travailliste » (When the Conservatives were in I cannot tell you how much I hated them; but I realise how shallow I am because I now hate the Labour Party as much).

## Filmographie
- 1971 : Nicolas et Alexandra (Nicholas and Alexandra) : Raspoutine
- 1972 : Les Contes de Canterbury (I Racconti di Canterbury) : Jenkin
- 1973 : Le Caveau de la terreur (The Vault of Horror) : Moore
- 1973 : Le Voyage fantastique de Sinbad (The Golden Voyage of Sinbad) : Koura
- 1974 : Luther : Pape Léon X
- 1974 : The Mutations : Lynch
- 1974-1981,1983 et 1993 : Doctor Who (série TV) : Le Docteur
- 1982 : The Hound of the Baskervilles, Sherlock Holmes
- 1983 : Les enquêtes de Remington Steele (Saison 2 épisode 20)
- 1990 : Le Fauteuil d'argent : Puddleglum
- 1992 : Cluedo (série TV) : Prof. Plum
- 1998 : Backtime (Backtime) : Sarge
- 2000 : Donjons et Dragons (Dungeons & Dragons) : Halvarth
- 2003 - 2006 : Little Britain : Le narrateur
- 2005 : Pollux : Le Manège enchanté : Zabadie (voix)
- 2007 : Miss Marple (série TV) : Frederick Treves
- 2010 : Le génie dans la bouteille (The Genie in the Bottle) (court-métrage) : Le narrateur
- 2011 : Jacqueline Hill: A Life in Pictures (court-métrage) : Le docteur
- 2012 : The Cry of Horror : Screaming (sans casque)
- 2013 : Doctor Who (série TV) : Le Conservateur
- 2013 : The Five(ish) Doctors Reboot : lui-même (images d'archives)
- 2016 : Star Wars Rebels (série TV) : Bendu (voix)